# Four on the Outside
Four on the Outside è un album di Curtis Fuller, pubblicato dalla Timeless Records nel 1978. Il disco fu registrato il 18 settembre 1978 al CI Recording Studios di New York City, New York (Stati Uniti).

## Tracce
Brani composti da Curtis Fuller, tranne dove indicato
Lato A
1. Four on the Outside – 4:52
2. Suite-Kathy – 13:04
3. Hello Young Lovers – 5:09 (Oscar Hammerstein II, Richard Rodgers)

Lato B
1. Little Dreams – 7:49
2. Ballad for Gabe-Wells – 8:18
3. Corrida del toro – 7:37

## Musicisti
- Curtis Fuller - trombone
- Pepper Adams - sassofono baritono
- James Williams - pianoforte
- Dennis Irwin - contrabbasso
- John Yarling - batteria[3]